# Thomas Lück
Thomas Lück (Berlín, 29 de enero de 1981) es un deportista alemán que compitió en piragüismo en la modalidad de aguas tranquilas. Ganó cinco medallas en el Campeonato Mundial de Piragüismo entre los años 2005 y 2009, y siete medallas en el Campeonato Europeo de Piragüismo entre los años 2004 y 2009.

## Palmarés internacional
| Campeonato Mundial | Campeonato Mundial       | Campeonato Mundial | Campeonato Mundial |
| Año                | Lugar                    | Medalla            | Competición        |
| ------------------ | ------------------------ | ------------------ | ------------------ |
| 2005               | Zagreb (Croacia)         | Medalla de bronce  | C4 1000 m          |
| 2006               | Szeged (Hungría)         | Medalla de oro     | C4 1000 m          |
| 2007               | Duisburgo (Alemania)     | Medalla de plata   | C4 500 m           |
| 2007               | Duisburgo (Alemania)     | Medalla de plata   | C4 1000 m          |
| 2009               | Dartmouth (Canadá)       | Medalla de plata   | C4 1000 m          |
| Campeonato Europeo |                          |                    |                    |
| Año                | Lugar                    | Medalla            | Competición        |
| 2004               | Poznań (Polonia)         | Medalla de bronce  | C2 1000 m          |
| 2005               | Poznań (Polonia)         | Medalla de oro     | C4 1000 m          |
| 2005               | Poznań (Polonia)         | Medalla de bronce  | C4 200 m           |
| 2005               | Poznań (Polonia)         | Medalla de bronce  | C4 500 m           |
| 2006               | Račice (República Checa) | Medalla de oro     | C4 1000 m          |
| 2007               | Pontevedra (España)      | Medalla de bronce  | C4 500 m           |
| 2009               | Brandeburgo (Alemania)   | Medalla de oro     | C4 1000 m          |